# Met je rug tegen de muur
Met je rug tegen de muur (Mit dem Rücken zur Wand) is een jeugdboek uit 1990 van de Duitse schrijver Klaus Kordon. Het is het tweede deel van de 'Trilogie der Wendepunkte' over de communistische familie Gebhard. Hoofdpersoon is de 14-jarige Hans Gebhard, die tijdens de gebeurtenissen in 1932 en 1933 tegen wil en dank bij de Duitse politiek wordt betrokken. Het boek is bekroond met de Zilveren Griffel.

## Plot
Hans Gebhard is een 14-jarige jongen uit een arm arbeidersgezin in de Berlijnse wijk Wedding, met een oudere broer Helle, een oudere zus Martha en een jonger broertje Heinz ('Murkel'). Zijn vader is communist, maar lang geleden uit de partij gezet, omdat hij vond dat deze te veel door Moskou liet leiden. Broer Helle is nog wel lid, wat de nodige spanningen geeft.
Hans bemachtigt in de zomer van 1932 een baantje in de AEG-machinefabriek zodat hij bij kan springen in de financiën. Hij mag van geluk spreken, want 6 miljoen Duitsers zijn werkloos. Zelfs bij de werkenden heerst de latente angst ontslagen te worden. Sommigen, zoals de oude Emmes, werken daarom extra hard. Anderen, zoals Ali Löffler, proberen door zaken als koperdraad te stelen stiekem wat bij te verdienen. Op zijn werk kan hij goed overweg met de oude Emmes en met baas Bütow, ondanks dat deze laatste een socialist is. De communisten nemen de socialisten immers het neerslaan van de Spartakistenopstand zeer kwalijk. Het grootste probleem zijn de SA-mannen Schröder en Klump, die al snel ontdekken dat hij uit een communistisch nest komt en hem ondanks zijn jonge leeftijd voortdurend treiteren en mishandelen als ze de kans krijgen. Wanneer Hans en zijn socialistische collega Willi van zich afbijten, en Hans aan Klump een trap terug weet te geven, kondigen de SA-mannen hun 'doodvonnis' aan en dat ze eens wraak zullen nemen. Hans leert op zijn werk een meisje kennen, Mieze. Ze is half joods en zij en haar familie worden eveneens, naarmate de macht van de SA en NSDAP groeien, steeds vaker gepest en lastiggevallen, uiteraard op het werk door Schröder en Klump.
Het wordt nog erger wanneer de vriend van Martha, Günther, lid wordt van de SA. Hierdoor ontstaat een breuk in de familie. Ook wordt een aantal buurtgenoten lid van de NSDAP en de SA, wat tot hevige confrontaties aanleiding geeft. Op het werk moet Hans nu voortdurend op de hoede zijn voor Schröder en Klump, en in de woonkazerne loeren zijn SA-buurtgenoten op hem. 
Op 30 januari 1933 wordt bekend dat president Von Hindenburg Adolf Hitler tot rijkskanselier heeft benoemd. Schröder en Klump delen vanaf nu feitelijk in plaats van Bütow de lakens uit en nemen direct hun lang uitgestelde wraak op Hans. Hij wordt opgewacht, vastgebonden en in een kist opgesloten (zijn ´begrafenis´), tot oude Emmes hem bevrijdt. Wanneer de Rijksdagbrand uitbreekt worden overal (vermeende) communisten opgepakt, waaronder Hans' vader en broer, nota bene onder toezicht van Günther zelf. Bütow wordt gearresteerd door toedoen van Löffler die -om zijn eigen ontmaskering als koperdief te voorkomen- met Schröder en Klump samenspant. Ook voor Hans wordt het nu te gevaarlijk op het werk, ook al kan de familie het geld eigenlijk niet missen. Hans en Mieze besluiten een daad te stellen door de rode vlag uit een huis te hangen, 'een kaars aansteken' zoals ze het zelf noemen. Bij thuiskomst wordt Hans opgewacht door zijn tot de SA toegetreden buurtgenoten en zodanig in elkaar geslagen dat hij twee weken in bed moet blijven. Het is duidelijk dat de nazi's een dictatuur zullen vestigen en dat joden, socialisten, communisten en eenieder die hen bekritiseert, er van zullen lusten. Vader komt na een dag gevangenschap weer thuis en vertelt over de zware mishandelingen die de nazi's hun gevangenen aandeden. Zelf kwam hij er genadig vanaf omdat hij oorlogsveteraan en al sinds 1928 geen partijlid meer was. Zelfs Murkels wiskundeleraar wordt opgepakt en vervangen wegens anti-nazi uitlatingen.
Helle biedt aan met Hans naar Moskou te gaan omdat Berlijn niet veilig is. Hans besluit toch in Berlijn te blijven en met Mieze het verzet tegen de nazi's te organiseren.